# Hans Georg von der Schulenburg
Hans Georg Freiherr von der Schulenburg (* 26. Januar 1645 in Beetzendorf; † 19. Mai 1715 in Lieberose) war ein deutscher Gouverneur in dänischen Diensten.

## Leben
Schulenburg wurde als vierter Sohn des Geheimrats Achaz von der Schulenburg (1610–1680) und der Sophie Hedwig geb. von Veltheim (1607–1667) geboren. Der Beetzendorfer Zweig seiner Familie Schulenburg war Teil des Uradels der Altmark. Über seine Kindheit und Ausbildung ist nichts bekannt, er schlug aber die Militärlaufbahn ein.
Ab 1675 nahm er auf dänischer Seite am Nordischen Krieg gegen Schweden teil. 1676 war er Oberstleutnant in der dänischen Armee. Am 4. Dezember 1676 wurde er nach der Schlacht bei Lund von den Schweden gefangen genommen, konnte jedoch trotz eines von ihm abgegebenen Revers, sich nicht mehr als Soldat für Dänemark zu betätigen, im April 1676 entkommen und schloss sich erneut der dänischen Armee an. Ungeachtet dieses ehrenrührigen Verhaltens wurde Schulenburg zum Oberst und Kommandeur eines jütländischen Infanterieregiments befördert. Kurze Zeit später übernahm er das Kommando über das Leibregiment der dänischen Königin Charlotte Amalie. Bei einem Gefecht am 25./26. Juni 1677 wurde er an der Wirbelsäule verwundet, was ihn zeitlebens beeinträchtigte. 1678 nahm er erneut am Krieg gegen Schweden teil.
1679 wurde er vom dänischen König Christian V. als Gesandter in Berlin eingesetzt. 1681 ernannte der König Schulenburg dann zum Kommandierenden General in der Grafschaft Oldenburg, die ab 1667 unter dänischer Herrschaft stand. 1682 wurde er dann auch noch zum Gouverneur der Grafschaften Oldenburg und Delmenhorst ernannt. 1688 erbat Schulenburg seinen Abschied und zog sich auf seine Güter in der Altmark zurück.
Für seine Verdienste wurde er mit dem Dannebrogorden ausgezeichnet.

## Familie
Schulenburg war ab dem 28. März 1697 mit Renate Sophie von der Schulenburg (1675–1743), einer Tochter seiner älteren Schwester Amalie (1643–1713) und des Dietrich Hermann I. von der Schulenburg (1638–1693), verheiratet. Für die Eheschließung mit der Nichte hatte Friedrich I. von Preußen, zu dieser Zeit als Friedrich III. noch Markgraf von Brandenburg, Dispens erteilt. Aus der Ehe gingen sieben Kinder hervor, die allerdings für Besitz der Familie in Kursachsen, den Schulenburg geerbt hatte, nicht als legitim angesehen wurden.